# کنکلاو ۲۰۲۵ پاپ
کُنکلاو پاپی از ۷ تا ۸ مه ۲۰۲۵ برگزار شد تا پاپ جدیدی را برای جانشینی پاپ فرانسیس، که در ۲۱ آوریل ۲۰۲۵ درگذشته بود، انتخاب کند. از میان ۱۳۵ کاردینال واجد شرایط برای رأی‌گیری، تنها دو نفر حضور نداشتند. در دور چهارم رأی‌گیری، کاردینال «رابرت فرانسیس پرِووست»، رئیس دیگاستری برای اسقف‌ها و رئیس کمیسیون پاپی آمریکای لاتین، به عنوان پاپ جدید انتخاب شد. او پس از پذیرفتن این انتخاب، نام «لئون چهاردهم» را برای خود برگزید.

## فرایند انتخاب پاپ
مانند کنکلاو ۲۰۱۳ پاپ، در کنکلاو پاپی ۲۰۲۵ نیز، رئیس و معاون رئیس کالج کاردینال‌ها هر دو بالای ۸۰ سال سن دارند و بنابراین واجد شرایط برای شرکت در کنکلاو نیستند. در نتیجه، ارشدترین کاردینال کشیش زیر ۸۰ سال، پیترو پارولین، ریاست کنکلاو را بر عهده خواهد داشت. این روال مشابه به کنکلاو ۲۰۱۳ است که در آن جووانی باتیستا ری ریاست کنکلاو را به جای آنژلو سودانو، رئیس وقت کالج کاردینال‌ها، بر عهده داشت.

## زمان‌بندی و مراحل
بر اساس قانون آئینی در سال ۱۹۹۶ با عنوان Universi Dominici gregis و اصلاحات آن توسط پاپ بندیکت شانزدهم در سال ۲۰۱۳ تحت عنوان Normas nonnullas، کاردینالها حداقل ۱۵ روز پس از خالی شدن کرسی پاپ فرصت دارند تا کنکلاو را برگزار کنند. کاردینال‌ها این اختیار را دارند که کنکلاو را زودتر از موعد آغاز کنند، اگر همه افرادی که واجد شرایط شرکت هستند، حضور یافته‌اند، یا اینکه کنکلاو را به تعویق بیندازند در صورتی که دلایل جدی برای تأخیر وجود داشته باشد، اما این تأخیر نباید بیشتر از ۲۰ روز پس از خالی شدن کرسی باشد.
در تاریخ ۲۸ آوریل، پنجمین جلسه عمومی کاردینال‌ها تصمیم گرفت که کنکلاو در تاریخ ۷ مه ۲۰۲۵ آغاز شود.

## کاردینال‌های انتخاب کننده
| ملیت          | تعداد |
| ------------- | ----- |
| ایتالیا       | ۱۷    |
| بقیه اروپا    | ۳۵    |
| آمریکای شمالی | ۲۰    |
| آمریکای جنوبی | ۱۷    |
| آسیا          | ۲۳    |
| اقیانوسیه     | ۴     |
| آفریقا        | ۱۷    |
| مجموع         | ۱۳۳   |

کاردینال‌هایی که پیش از روز خالی شدن مقام پاپی ۸۰ سال یا بیشتر داشتند، واجد شرایط شرکت در کُنکلاو نبودند. تا تاریخ ۲۱ آوریل ۲۰۲۵، مجموعاً ۲۵۲ کاردینال وجود داشت که از این میان ۱۳۵ نفر زیر ۸۰ سال بودند؛ از بین این ۱۳۵ کاردینال واجد شرایط رأی‌گیری، ۱۰۸ نفر (معادل ۸۰٪) توسط پاپ فرانسیس منصوب شده بودند.

## روز اول

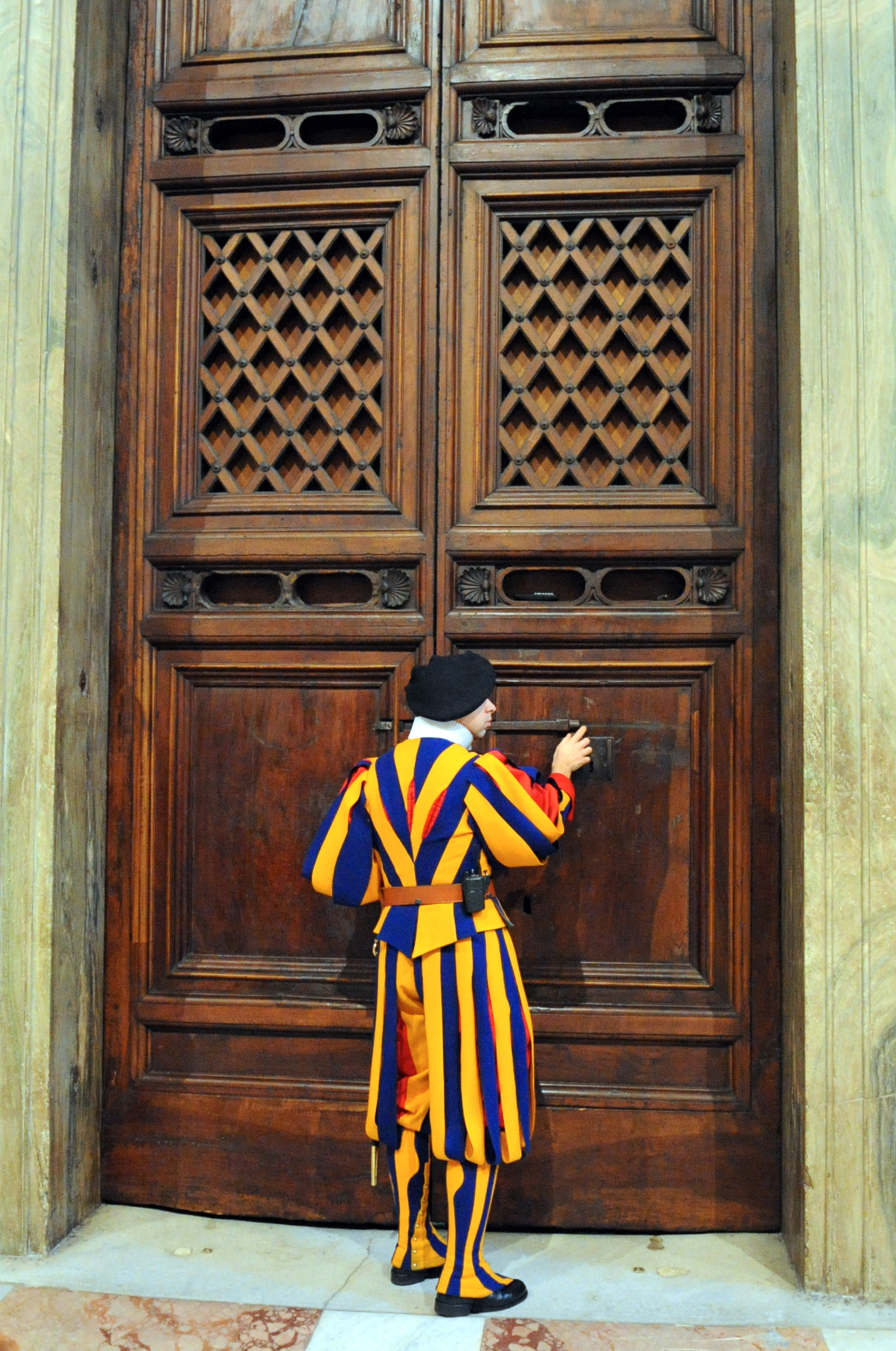
درهای منتهی به نمازخانه سیستین (تصویر مربوط به سال ۲۰۱۴) در ساعت ۵:۴۶ بعدازظهر روز ۷ مه بسته شدند.

در ۷ مه، کُنکلاو آغاز شد. پیش از آن، کاردینال «جیووانی باتیستا ر»، رئیس کالج کاردینال‌ها، در ساعت ۱۰ صبح به وقت اروپای مرکزی (۸ صبح به وقت جهانی)، مراسم عشای ربانی pro eligendo Pontifice (به معنای «برای انتخاب پاپ») را در کلیسای سنت پیتر برگزار کرد.
تمام کارکنان پشتیبانی، از جمله خادمین کلیسا، کادر پزشکی، مسئولان آسانسور، مدیر خدمات امنیتی واتیکان و همچنین افسران و مقامات مسئول در کُنکلاو، در تاریخ ۵ مه سوگند محرمانه‌نگهداری را ادا کردند.
در ساعت ۴:۳۰ بعدازظهر، کُنکلاو به‌طور رسمی با یک آیین نیایشی در نمازخانه پائولین آغاز شد. در پایان این مراسم، کاردینال‌های رأی‌دهنده به صورت دسته‌جمعی وارد نمازخانه سیستین شدند. در آن‌جا سرود Veni Creator Spiritus («ای روح خالق بیا») خوانده شد و سپس ۱۳۳ کاردینال رأی‌دهنده سوگند محرمانه‌نگهداری یاد کردند.
هر کاردینال رأی‌دهنده به ترتیب ارشدیت، دستان خود را بر روی انجیل قرار داد و سوگند را به زبان لاتین با صدای بلند ادا کرد.

| Et ego [forename] Cardinalis [surname] spondeo, voveo ac iuro. Sic me Deus adiuvet et haec Sancta Dei Evangelia, quae manu mea tango. | و من، [نام کوچک] کاردینال [نام خانوادگی]، چنین وعده می‌دهم، تعهد می‌کنم و سوگند یاد می‌کنم. خدا و این اناجیل مقدسی که با دست خود لمس می‌کنم، یار و مددکار من باشند. |
در هنگام ادای سوگند، چندین کاردینال از شکل لاتین نام‌های خود استفاده کردند. سپس، دیه‌گو راولی، رئیس دفتر آیین‌های عبادی پاپ، عبارت لاتین «Extra omnes» (اکسترا اومنس) را با صدای بلند اعلام کرد؛ این فرمانی است که به همه افراد غیر از کاردینال‌های رأی‌دهنده دستور می‌دهد تا اتاق را ترک کنند. سپس او ورودی نمازخانه سیستین را در ساعت ۵:۴۶ بعدازظهر بست. سپس کاردینال رانیرو کانتالامسا، پس از ورود کاردینال‌ها به کُنکلاو، سخنرانی کوتاهی برای آنها ارائه داد. چون کُنکلاو در بعدازظهر آغاز شد، تنها یک دور رأی‌گیری در این روز انجام شد.

### روز دوم

#### جلسه صبح
دومین روز کُنکلاو با دو دور رأی‌گیری آغاز شد که به ترتیب در حدود ساعت ۱۰:۳۰ صبح و ۱۱:۴۵ صبح به پایان رسیدند. دود سیاه در ساعت ۱۱:۵۱ صبح از دودکش کلیسا بیرون آمد که نشان‌دهنده این بود که هنوز پاپی انتخاب نشده است. دود سیاه پس از هر دور رأی‌گیری تولید نمی‌شود، زیرا کارت‌های رأی‌گیری از دو رأی‌گیری ناموفق در یک جلسه صبحگاهی یا عصرگاهی معمولاً با هم سوزانده می‌شوند که در پایان هر جلسه دود سیاه را تولید می‌کند. سپس کاردینال‌ها برای صرف ناهار به خانه سنت مارتا (Domus Sanctae Marthae) بازگشتند.
تا پایان جلسه صبح، ۱۵٬۰۰۰ نفر در میدان سن پیترو و ۵٬۰۰۰ نفر در کلیسای سانتا ماریا ماجوره حضور داشتند. انتظار می‌رفت که تعداد بیشتری در جلسه عصرگاهی حضور یابند، زیرا در دو کُنکلاو اخیر، پاپ جدید در دور چهارم یا پنجم رأی‌گیری انتخاب شده بودند.

#### جلسه عصرگاهی
پس از استراحت ناهار، کاردینال‌ها به نمازخانه کلیسای سیستین بازگشتند تا دور بعدی رأی‌گیری را آغاز کنند. پس از دور چهارم رأی‌گیری، دود سفید در ساعت ۶:۰۷ بعدازظهر ظاهر شد و سپس ناقوس‌های کلیسای سنت پیتر به صدا درآمدند تا انتخاب پاپ جدید را اعلام کنند. به‌دنبال آن، گروه‌های از گارد سوئیسی و نوازندگان کارابینیری در میدان سنت پیترو رژه رفتند و در زیر لوجیا مرکزی کلیسای سنت پیتر صف کشیدند. از آن‌جا، کاردینال دومینیک مامبرتی، کاردینال پروتودیاسک برای کالج کاردینال‌ها، اعلام کرد که رابرت فرنسیس پرِیْووست به عنوان پاپ انتخاب شده است و نام برگزیده او لئون چهاردهم است. پس از آنکه او انتخاب خود به عنوان پاپ را پذیرفت، کاردینال‌ها برای او دست زدند و او پس از خروج از نمازخانه سیستین به آغوش آنها رفت. سپس وب‌سایت واتیکان تغییر کرد و عبارت «Habemus papam» (ما یک پاپ داریم) را منتشر کرد. پاپ منتخب بلافاصله پس از اعلام رسمی انتخاب خود، بر بالکن ظاهر شد و به مردم میدان سنت پیتر و جهانیان با سخنرانی Urbi et Orbi (برای شهر و جهان) سخنرانی کرد.
بلافاصله پس از ظاهر شدن دود سفید، ۴۰٬۰۰۰ نفر به سرعت به میدان سنت پیتر هجوم بردند؛ و تا زمان اعلام عبارت «Habemus papam» را زنده بشنوند، طبق گزارش نیروهای انتظامی ایتالیا، تعداد جمعیت به ۱۵۰٬۰۰۰ نفر رسید.

## رویدادهای پس از کُنکلاو
پاپ لئو اعلام کرد که اولین رویداد عمومی بزرگ پس از کُنکلاو او، برگزاری مراسم عشای ربانی با کاردینال‌ها در تاریخ ۹ مه ساعت ۱۱ صبح به زمان اروپای مرکزی (CEST) در نمازخانه سیستین خواهد بود. همچنین او اعلام کرد که اولین Angelus (آنجلس) خود را در تاریخ ۱۱ مه از پنجره کاخ آپوستولیک واتیکان انجام خواهد داد.